# 可変電圧可変周波数制御

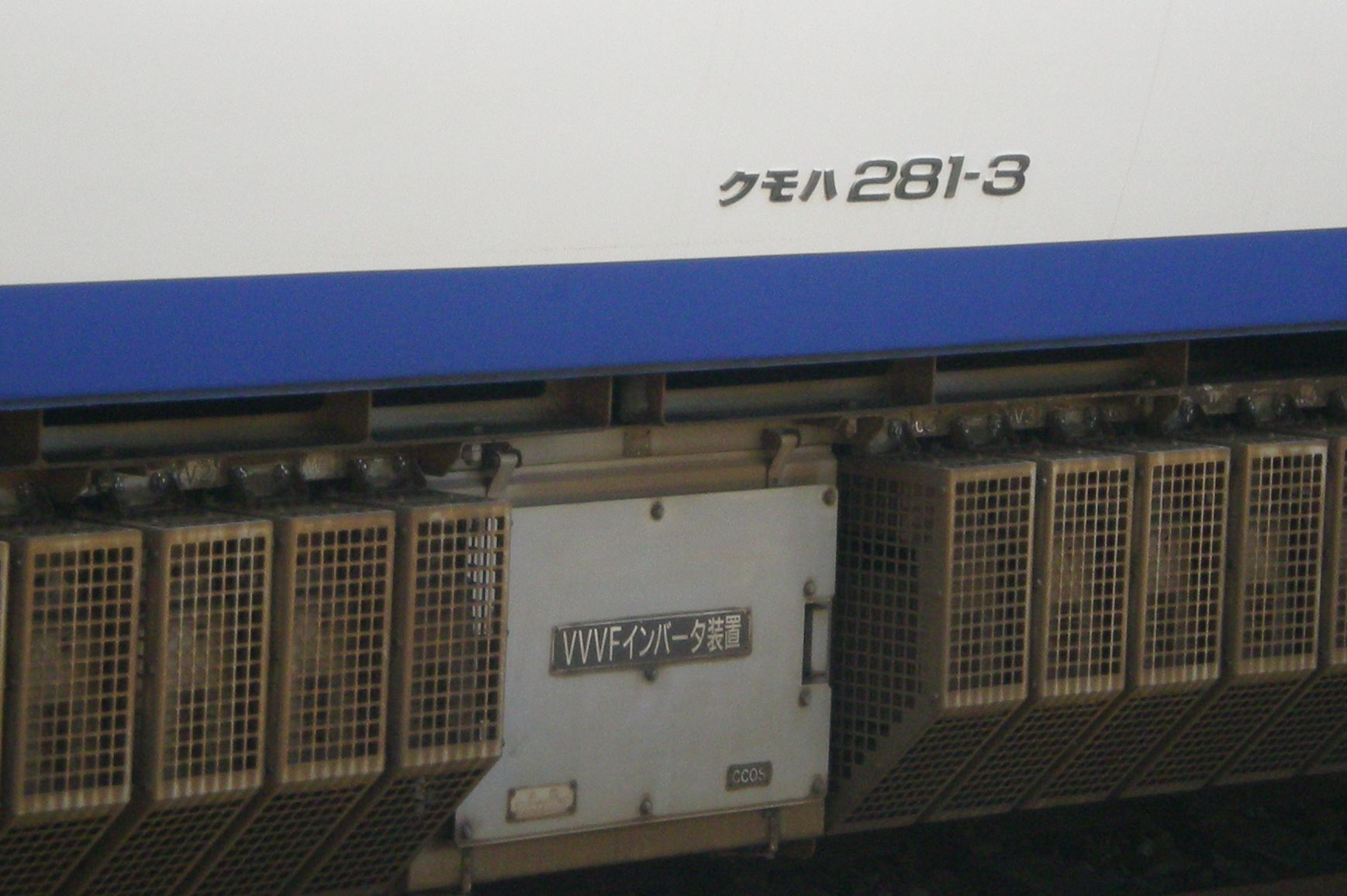
JR西日本281系電車のVVVFインバータ部

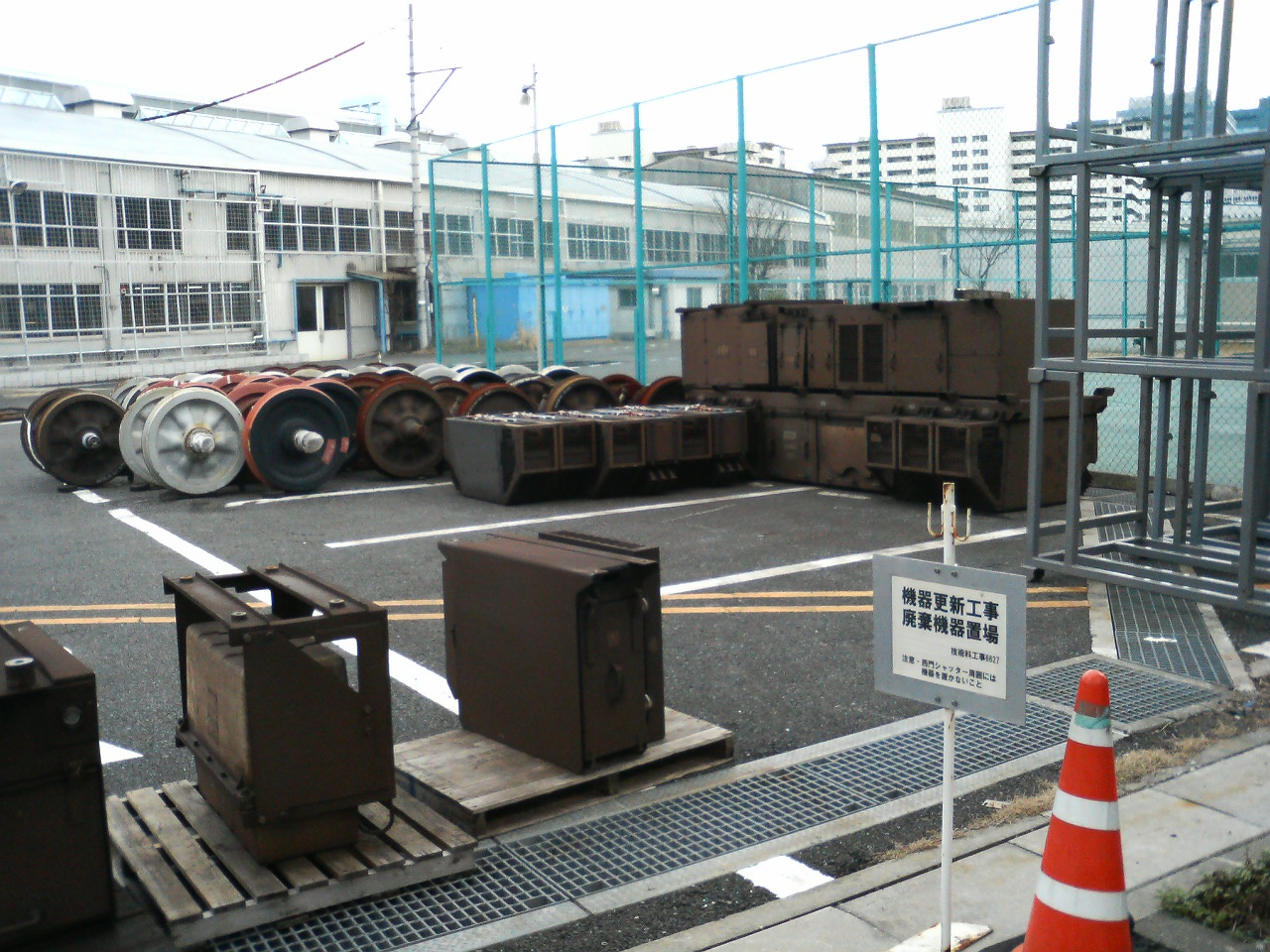
山積されている使用済みのVVVF装置（東京総合車両センター）

可変電圧可変周波数制御（かへんでんあつかへんしゅうはすうせいぎょ、英語: VFD(Variable voltage Drive) ）通称Variable voltage variable frequency control（略称VVVF）とは、インバータ装置などの交流電力を出力する電力変換装置において、その出力の実効電圧と周波数を任意に制御する手法である。誘導電動機・同期電動機の回転数は基本的に周波数と極数で決まるため、広範囲に回転速度（回転数）を変化させるには周波数を可変にするしかなく、パワーエレクトロニクスの進歩により一般化した。
日本では、鉄道車両の交流電動機駆動方式として、可変電圧可変周波数を英語に直訳した語 の頭文字をとって、VVVF制御（ブイブイブイエフせいぎょ、もしくは、スリーブイエフせいぎょ、トリプルブイエフ制御）と呼ぶが、鉄道分野以外で一般に「電動機の可変速駆動制御」などと呼ばれるものに含まれる。家電分野ではインバータ・エアコンなどに使われる。
なお、概要の項で示される通りVVVFは和製英語であり、英語圏では主にVFD（電車などではTraction inverter）などと呼称もしくは記述されることが多い。
- 半導体素子を用いた直流を交流に変換する装置は → インバータ
- 直流電化区間で運転される電車の補助電源装置（SIV）は → 静止形インバータ
- 電圧 - 周波数比例モータ制御は → VVVFインバータ制御
- 鉄道関係（技術解説）は → 電気車の速度制御

の各記事をそれぞれ参照のこと。

## 概要
電力変換装置の出力電力手法には可変電圧可変周波数制御のほかに、定電圧定周波数制御（CVCF制御）、可変電圧定周波数制御（VVCF制御）、定電圧可変周波数制御（CVVF制御）がある。
電気鉄道では交流電圧波形の最大値が架線電圧に達するまでは周波数と電圧を比例させ（VVVF制御領域）、架線電圧に到達後は誘導電動機ではすべりを増やして定出力とし、すべり限界以降はトルクが速度の2乗に反比例する特性が基準になる（CVVF制御領域）。このVVVF制御された出力特性は弱界磁制御を行う直流直巻モータの特性に似せている。静止形インバータ(SIV)はCVCFとされるが、定電圧制御を行うものはVVCFに帰還制御を施したとも言える。
この制御で得られる可変電圧可変周波数の電力は、交流電動機を可変速駆動する目的で消費される。そのため、電力変換装置に接続された交流電動機を可変速駆動する制御方式全般を指すことがある。
このような出力や電動機制御を実現する鉄道用インバータ装置をVVVFインバータと呼ぶ。VVVFは和製英語である。台湾や韓国などでは、日本企業が名付けた呼称の影響を受けてこう呼ぶ場合もある。
この技術は鉄道車両（電車、電気機関車、トロリーバス）、自動車（電気自動車、燃料電池自動車、ハイブリッドカー、ホウルトラック）、エレベーターといった輸送用機器やファン、ポンプ、空調設備、圧延機などさまざまな産業用機器、さらには家庭用電気機械器具（家庭用エアコン、冷蔵庫、洗濯機他）などで広く搭載され活用している。
「パルス振幅変調」(PAM)・「パルス幅変調」(PWM) は直流から任意の交流疑似正弦波波形を生成する方式であり、前者はパルス振幅を変えて疑似正弦波を生成する（パルス振幅変調）方式、後者がパルス幅を変えて疑似正弦波を生成する（パルス幅変調）方式である。なおPAMはパルス電圧を昇降圧させる電圧変換部分と周波数を変える部分とで構成される。
PAMは装置の構造がやや複雑になるため今は鉄道車両では採用および搭載されていない。PWMは多くのインバータ制御で使われており従来の多段合成変圧器を用いた正弦波インバータより小型高効率にすることが可能である。
大電力のVVVF制御に多用される方式である、「3レベルインバータ」は耐電圧の低い素子を使用するために電源の中間電圧レベルを供給する回路方式（通常、同容量のコンデンサを直列接続し、その中点の電位を用いる）であるが、動作としてはPWMである。これに対して直流電源電圧をオン－オフする元々の単純な方式を「2レベルインバータ」と言う。スイッチング素子の耐電圧を低く抑えられる他、発生周波数は高くなる高回転領域においてパルス数が減るため高調波の重畳が無視できないため、高調波損失を抑えるという意味では正弦波波形により近いマルチレベルインバータの方が良いものの、高耐圧・高速スイッチングが可能な半導体素子の開発に伴い2レベルインバータに回帰し始めた。
回生制動時には電力の通過方向が逆になり、実質コンバータとしての機能も持つ。
交流での回生制動を可能にする交直変換回路として整流部にPWMコンバータが用いられるようになったが、その理由は力行・回生双方向性を持ち、力行時にはコンバータとして使用しつつ、回生時にはインバータとして使用する必要があるためである。
絶縁ゲートバイポーラトランジスタ(IGBT)の登場以前では2レベルがほとんどであった。例外として、黎明期のゲートターンオフサイリスタ(GTO)素子は高耐圧対応の部品が無かったために敢えて3レベルとしたインバータもある。東急6000系電車 (初代)などが該当する。JR東日本209系920番台（登場時は901系C編成）では従来の大電流の平型GTOサイリスタに代わり、冷却装置に取付ける際の絶縁を考慮しなくて済む低耐圧モジュール型GTOを使用して、制御装置の諸費用削減や整備性の向上を図った。以後登場した209系量産車にも採用された。
一つのインバータで複数の非同期電動機 (IM)を駆動することが行われているため、制御装置と電動機の関係が#C#Mで表記されている。例えば1つのインバータを持つ制御装置が4つの非同期電動機を駆動する場合、1C4Mとなる。永久磁石同期モーター (PMSM)などの同期モーター (SM)の場合は、一つの電動機毎に一つのインバータが必要となるため個別駆動 (1C1M) のみとなる が、4つのインバータを持ち4つの同期モーターを制御する制御装置も登場しており、これが1C4Mと表記されることもある。なお、非同期モーターの場合であってもインバータで空転再粘着制御が行われているため、粘着利用率だけを見る場合、軸毎に制御できる個別駆動の方が性能的に有利とされる。

## 沿革
VVVF制御は、交流電動機（誘導電動機、同期電動機）を可変速駆動するためのインバータの制御技術である。特にかご形誘導電動機は構造が簡単なため、保守費用が非常に安く、電動機自体の価格も安い、という利点があることが古くから知られていた。しかし、回転速度（回転数）が電源の周波数に依存するという特性があったため、長らく可変速度を必要とするものでの使用は困難であった。
かご形誘導電動機の速度制御には、インバータ開発以前にも極数変換によるものがあったが、これは連続的な速度制御はできなかった。インバータの出力電圧と周波数を連続的に変化させる可変電圧可変周波数制御が、交流電動機の連続的な速度制御を実現した。これは、近年の半導体技術、特にパワーエレクトロニクスの進歩に伴い、高速・高耐圧・大容量の制御素子が開発されて実現可能となったものである。
1960年代後半頃から、ファン・ポンプや抄紙機など産業用途での利用が始まり、1970年代後半から1980年代前半には鉄道やエレベータ、1990年代には冷蔵庫、エアコンなど家電機器でも利用されるようになった。
後に、汎用インバータの製品価格が安くなり、送風機などでは風量や静圧調整のためプーリー交換やモータ交換をするよりインバータ制御で調整した方が安価になっている。
なお、ブラシレスDCモータの可変速制御回路も回路的にはインバータと全く同じであるが、同期モーターであるため『すべり』がなく、正確に回転子の位置を調整（フィードバック）しないと同期がずれる『脱調』を起こし、停止する。永久磁石同期電動機の制御の場合、回転子の絶対位置を把握するためモーターと同軸で回転角センサを備えるのがほとんどだが、三相モーターに供給される電圧と電流とを監視し、回転子の絶対位置を把握するベクトル制御（センサレス制御）のインバータも上市されている。

## 使用される電動機
主としてかご形三相誘導電動機や巻線形三相誘導電動機の制御に使用される。2000年代後半に入り、駆動周波数と回転周波数がほぼ正確に一致しオープンループ制御が可能となる高効率な永久磁石同期電動機（PMSM）や大容量な電磁石同期電動機が徐々に使用されつつある。ただしこれらは電動機1つにつき主制御器（インバータ）1台が必要な個別制御でなければ正常に駆動できず、重量、設置面積（この2点は、同期電動機に積極的な東芝が1つのパワーユニットに複数のインバータを収める 2-in-1 あるいは 4-in-1 と呼ばれる手法で軽減している）、価格や主制御器の保守などの面で課題が残る。対して誘導電動機は1つのインバーターで2つ以上の電動機を一括制御することも可能である。
同期電動機の採用例を以下に挙げる。
- フランス国鉄 (SNCF) TGV - 前期型は電磁石同期電動機を採用していたが、後期型ではかご形三相誘導電動機に替わっている。
- 東京地下鉄（東京メトロ） 02系電車（丸ノ内線）- 同01系電車（銀座線）での試験の後、02系の電機子チョッパ制御車を対象に永久磁石同期電動機を用いて更新改造を始めている。また、同社の16000系電車（千代田線）はPMSMを採用して新製・量産された日本初の例である。
- ハイブリッド車両の場合、JR貨物HD300形ハイブリッド機関車やJR東海HC85系気動車などがPMSMを採用している。
- JR東日本E331系電車（京葉線） - E993系で採用された駆動方式、ダイレクトドライブとの組み合わせで量産先行車として製造したが、ダイレクトドライブ方式が他の系列に波及することなく2011年1月に運用を離脱し、そのまま2014年（平成26年）4月に廃車され現存しない。
- 揚水発電における揚水用電動機の始動。なお揚水用電動機は発電時は同期発電機として使用される。

単相誘導電動機は以下の点で可変速運転、特に低周波数での運転に適さないこと、また同出力であれば三相誘導電動機の方が安価であり費用面でも利点がないことから、基本的には使用されない。
- 一定回転数以下になると、始動用スタータコイルを制御する遠心力スイッチが動作しなくなり始動動作を繰り返す。
- コンデンサ始動式では低電圧時十分な進相電流を流すことができず、ある条件下で突然始動するか過電流で異常停止する。

もっとも、単相誘導電動機を用いた既設機器を可変速運転したい需要があることも事実であり、あまり低い回転数で使えないことを条件に、高回転もしくは常時回転が要求されるファン、ポンプ用途に限定して単相電源-単相出力のインバータが製造販売されている。

## スイッチング素子

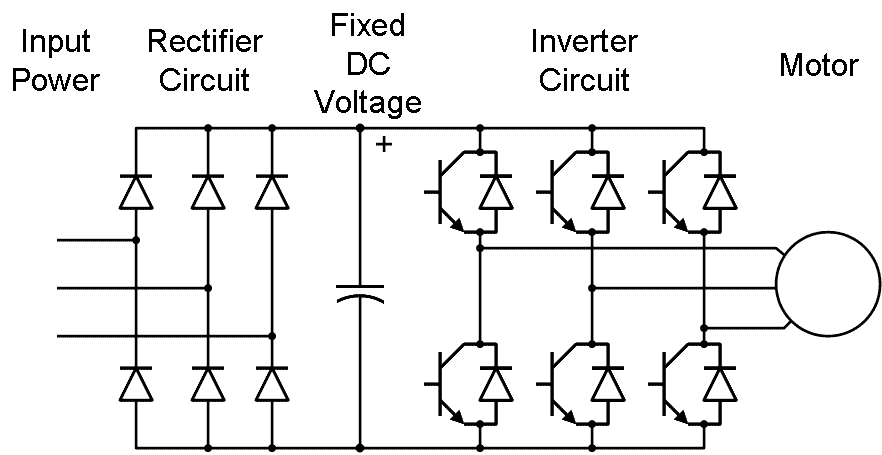
整流後の直流から三相交流を作り出す回路

可変電圧可変周波数制御では、サイリスタやトランジスタといったスイッチング素子6個からなるブリッジ回路を用いて電流のON/OFFを繰り返し、キャリア三角波と基準電圧波形を比較してスイッチング素子のON/OFFを繰り返し、パルス波によるPWM（Pulse Width Modulation）方式により、位相差が120度の三相交流を作り出すことで、誘導電動機の固定子巻線に、6パターンの電力が供給される。電圧を可変するにはパルス波の幅を変化させ、周波数を変化させるにはスイッチング周期を変えることで行う。パルス波によって作られる制御波形には、1つのパルス波によって交流の正弦波に近い波形を作り出す2レベル制御波形、1つのパルス波の上にもう1つのパルス波を上積して2段階のパルス波にすることにより、波形をより正弦波に近い形を作り出す3レベル制御波形がある。
電気鉄道の主電動機駆動用のスイッチング素子としては初期には逆導通サイリスタ(RCT)が用いられていたが1990年代初頭からはスイッチング素子の駆動回路が簡素化できるGTOサイリスタが用いられるようになった。さらに1990年代終盤以降はスイッチング速度が速いIGBTが主として用いられている。IGBTの採用により、より正弦波に近い出力が得られ、IGBTを2段直列に接続することで、電圧を2段階で加圧して、2段階のパルス波を発生させることにより、さらにより正弦波に近い出力を得ることができる3レベルインバータが開発され、電力変換器の低損失化や波形ひずみの軽減ができるようになった。また、キャリア周波数を人間にとって耳障りな周波数よりも高い領域にすることでインバータ装置や電動機の低騒音化が実現できるようになった。2010年代以降は、従来のケイ素(Si)より高耐圧でかつ高速動作も可能、高温下でも使用でき機器を小型化できる炭化ケイ素(SiC)を一部（ショットキーバリアダイオード）に使用したハイブリッド型ものや、さらにはSiCを全面的に用いたMOSFETが導入されつつある。SiCとはゲルマニウムやシリコンと同じ半導体の素材であって、当然SiC-IGBTなどもあり得る。従ってIGBTなどの半導体素子そのものを指すには不適切であるが、SiCというスイッチング素子があるかのような表現が広く用いられている。
SiC-MOSFETはSi-IGBTに比べゲート - ソース容量が低くなる ことからスイッチング損失が低く省電力である。損失が減って発熱が減ることで、回生ブレーキの使える範囲も広くなる。また、SiC-MOSFETはスイッチング速度が速く、時間当たり多くのオンオフが可能であり、これにより高速域でも高いパルスモードを使うことができ、モーターの高調波損失を低く抑えることが可能となる。
産業用や家電用のインバータに用いられることが多い素子であるバイポーラトランジスタは、電気鉄道用としては耐圧が不足する（厳密には低損失かつ高耐圧のものが製造できない状況である）ことからほとんど使用されていない。実績を上げると、バイポーラトランジスタの一種であるパワートランジスタを利用した電車として、JR東日本701系電車や901系A編成（後の209系900番台）、JR西日本207系0番台が挙げられる。

## 制御方式

### モーター特性に合わせた制御
VVVF制御は交流モーターである誘導電動機や同期電動機の基本特性に合わせ、その回転数・周波数にほぼ比例した電圧を加える制御方式である。
従前は供給電源の周波数を自由に変えられる装置が簡単には構成できなかったため、電圧を何段階かに切り換えたり、巻線の結線を変え、あるいは回転子のコイルにすべり周波数に見合った直列起動抵抗を挿入して最大トルクを得る様に調整するなど、電気特性的にはイレギュラーな簡易的起動方法を採用して、起動後の定常運転状態では軽負荷で使っていた。商用周波数での起動の困難のために無用に大出力の電動機を採用していた。

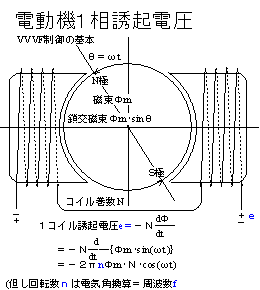
電動機の1相誘起電圧と回転数

しかし、大電力用半導体素子の発達でインバーターとして自由な周波数と電圧を生成できる様になったことで、モーター特性に合わせた電力供給が実現されて定常運転出力にあった小型のモータ－を採用できるようになった。
今、鉄心の磁気飽和による最大磁束以下の Φm に励磁された回転子が回転数 n で回転していた場合、固定子に巻かれたコイルには最大Φm のほぼ正弦波の磁束が鎖交する。コイル誘起電圧 {\displaystyle e} は磁束の変化率（ = 微分値）×巻数 N である。すなわち、
鎖交磁束を
{\displaystyle \phi e=\phi m\cdot \sin \theta \ }････{\displaystyle \ (\theta =2\pi nt)}
とする時、(Φに付くe,mは添数

)
{\displaystyle \sin(2\pi nt)\,} の時間微分（変化率）は、{\displaystyle 2\pi n\cdot \cos(2\pi nt)} であるから、
誘起電圧eは
{\displaystyle e=2\pi Nn\cdot \cos(2\pi nt)}
となって、一定磁束なら誘起起電力eは回転数 n ,周波数 f に比例することが分かる。「e/f が一定」とも言える。
モーターの端子電圧 = 供給電圧はこれ：誘起起電力eに巻線抵抗などのインピーダンス電圧降下分を加えたもので平衡するから、それをインバータで生成する方式がVVVFインバータ制御と言われるものである。常に最大トルク付近や最大効率を追えるので、使用する交流モーターを従前よりかなり小型化でき細かな制御ができるようになった。そのためエアコンなど家電製品でもインバータ方式（ = VVVF制御方式）が主流になりつつある。

### 電圧/周波数 ( V/f ) 一定制御
設定されているシークエンス（シーケンス）で電圧/周波数を連動させて制御する。
特徴
- 制御回路が単純で安価である。
- 外乱による変化に対応しにくい。

用途
- ファン・ブロワ・圧縮機・ポンプなど、2乗低減トルク負荷の部分負荷時の省エネルギー用。

### （回転部センサ付き）トルクベクトル制御
回転部に回転数センサ（パルス発信器など）・回転子位置センサ（ホール素子など）を取り付け、その計測結果に基づいて電圧・周波数・位相などを適切に制御し、目的とする回転数・トルクを得る。
特徴
- 精密なトルク・回転数・位置制御が出来る。
- センサの保守が煩雑である。

用途
- マシニングセンタ・押出機・巻取機・鉄道車両・エレベータなど、大きな始動トルクと正確な制御が必要な負荷用。

### （回転部）センサレス・トルクベクトル制御
回転部のセンサを省略し、代わりに各巻線の電流の大きさと位相で、トルクと回転数を推定し、それに基づいて電圧・周波数を変化させ、目的のトルク・回転数を得る。
特徴
- センサの保守が必要ない。
- 鉄道車両等の、電動機の外形寸法に制約のある用途では、センサがなくなった分だけ大型の電動機を用いることができ、大出力化が可能になる。
- トルク・回転数推定のための、高速な演算回路が必要である。
- 制御回路に電動機・負荷の特性が正しく設定されていないと、制御が乱れる。

用途
- クレーン・ハイブリッドカーなど、大きな始動トルクが必要な負荷用。
- タンクレス給水用ポンプなど急速起動が必要な用途。
  - その後、鉄道車両の主電動機にもセンサレス制御が用いられるようになってきている。

## 日本の鉄道におけるVVVFインバータの歴史

### 歴史
世界で初めて営業運転に投入されたVVVFインバータ制御車は、電車では1973年に就役した、米Cleveland Transit System150型電車 "Airporter"のうち3両（ヘルシンキ地下鉄M100系電車は1977年試験開始であり、こちらより4年遅い）、機関車では1979年に就役した西ドイツ国鉄（現・ドイツ鉄道）120型電気機関車と言われている。この120型電気機関車は、電圧調整はチョッパ制御で行う電流型インバータ制御であり、「VVVF」ではない。誤表記がよく見られ、注意が必要である。
この電流型インバータは周波数の制御をするだけでよく、主にヨーロッパで普及した。

#### 国鉄・JRにおける取り組み

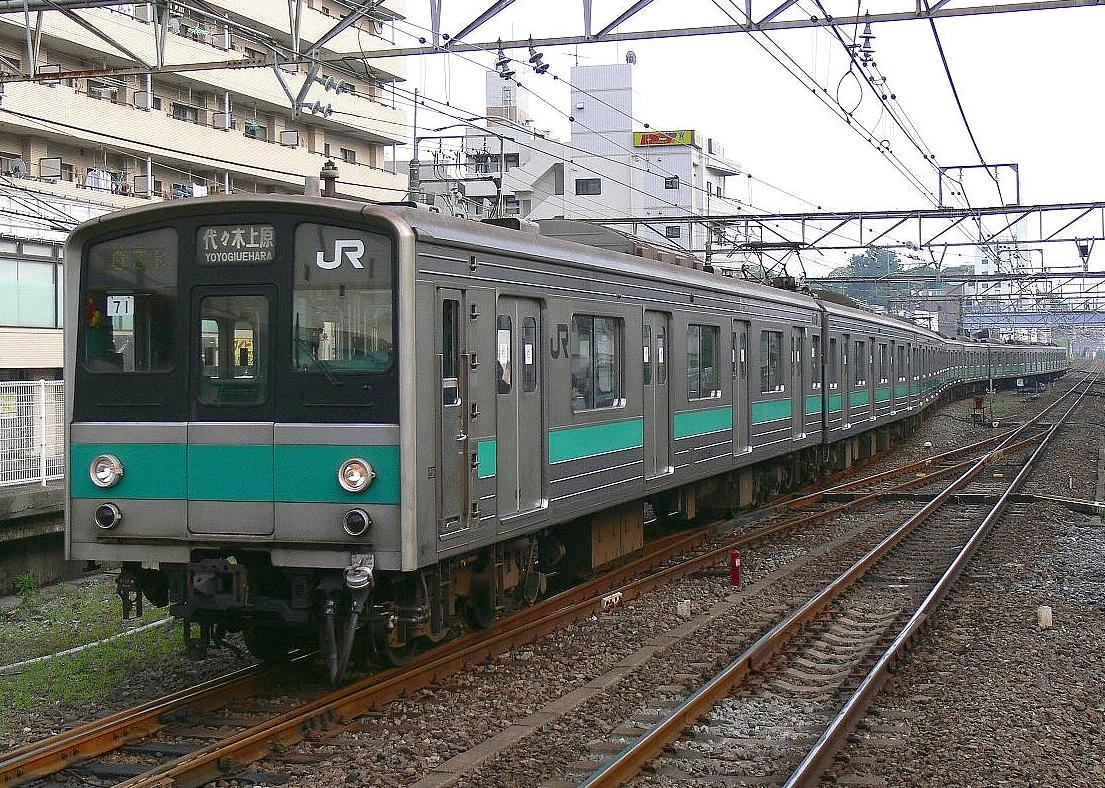
国鉄207系電車900番台（→JR東日本）

旧日本国有鉄道（国鉄）における無整流子電動機駆動方式の開発は、1972年（昭和47年）12月にクモヤ791形交流試験電車を用いて、同期電動機と（サイリスタモーター）とサイクロコンバータを用いての試験が実施されている。ただし、今日の自励式電圧形PWM-VVVFインバータとは異なり、サイリスタによる他励式に近い電流形サイクロコンバータによるものであって、回路構成や制御方法は大きく異なる。試験にあたっては勾配条件などを考慮して日豊本線の柳ケ浦駅 - 杵築駅間の約30 kmの区間で行われた。日立製作所と富士電機の機器が使用され、試験結果は良好であったが機器の大きさや重量面において大きな問題が残された。
その後、1979年（昭和54年）から翌1980年（昭和55年）にかけて青函トンネル用電気機関車を想定した悪条件下における信頼性確保や保守性向上のため、サイリスタコンバータとPWMインバータ、大出力の650 kW出力誘導電動機2台が試作製造され、試験台試験（台上試験）を実施している。装置は日立がインバータ装置と全体まとめ、三菱が変圧器と電源側変換装置・東芝が主電動機を担当した3社共同によるもので、素子には逆導通サイリスタ(RCT)が採用された。試験結果は良好であったが、青函トンネル開業時期の遅れと国鉄の財政悪化などから採用は見送られた。ここまでの試験は無整流子電動機への取り組みであり、厳密にはVVVF制御とは直接関係しない。
1984年（昭和59年）には将来の北陸新幹線など、整備新幹線への採用を想定したVVVF制御の試験として、在来線用のGTOサイリスタ素子を使用したVVVFインバータ装置と誘導電動機など機器一式を用意し、試験台試験（台上試験）を実施した。この試験結果を受け、実際に装置一式を車両に艤装して走行試験を実施することとなった。
試験車には廃車を控えた101系1両を使用し、装置一式（GTOサイリスタ素子（4,500 V - 2,000 A）を使用したVVVFインバータ装置（東芝製）など・1C4M制御）をクモハ101-60の床上に艤装し、1985年（昭和60年）12月から1986年（昭和61年）1月までの期間で2回に分けて試験を実施した（モハ100-35はT車代用、また測定用電源（SIV）を床上配置）。試験車は国鉄浜松工場で構内走行試験後、東海道本線静岡駅 - 豊橋駅間で本線走行試験を実施した。Aタイプ主電動機（後述）は構内走行が12月11 - 16日、本線走行は17 - 19日、Mタイプ主電動機は構内走行が1月10 - 16日、本線走行は20 - 22日に実施された。
構内走行試験
- クモハ101-60 + モハ100-35 + クハ100

本線走行試験
- クモハ101-60 + モハ100-35 + クモヤ145（緊急用）

試験を2回に分けたのは、国鉄では在来線用の通勤形電車から高速走行をする新幹線車両まで多様な車両が必要なことから、主電動機には特性の異なる4種類8台の誘導電動機（いずれも150 kW出力）が用意され、これらの試験を実施するためであった。誘導電動機はMT993形、MT993A形、MT993B形、MT993C形の4種類があり、大きく分けて電気装荷重視形のAタイプ2種類と、磁気装荷重視形のMタイプ2種類を使用した。
その後、国鉄分割民営化を控えた1986年（昭和61年）秋に落成した207系900番台でVVVFインバータ制御（形式名SC20）を正式採用した試作車が完成した。その207系900番台はJR東日本に引き継がれたが、東日本を含むJR各社でのVVVFインバータ制御の本格的な採用は私鉄にやや遅れ、1990年以降となる。
JR各社のVVVFインバータ制御量産形式の第一号（在来線）
- 北海道旅客鉄道（JR北海道）
  - 785系（1990年、JRグループ初のVVVFインバータ制御電車）
- 東日本旅客鉄道（JR東日本）
  - 209系（1993年）
- 東海旅客鉄道（JR東海）
  - 383系（1994年）
- 西日本旅客鉄道（JR西日本）
  - 207系（1991年）
- 四国旅客鉄道（JR四国）
  - 7000系（1990年）
- 九州旅客鉄道（JR九州）
  - 813系（1994年）
- 日本貨物鉄道（JR貨物）
  - EF200形（試作機は1990年。量産機は1992年）

新幹線では、1990年（平成2年）に東海道新幹線の300系の試作車9000番台（J0 → J1編成）が作られ、1992年（平成4年）から量産が開始された。その後に登場した500系やE1系、E2系、E3系以降ではVVVFインバータ制御へ移行して、2013年（平成25年）に200系が引退したことにより、新幹線車両は全て民営化後に登場したVVVFインバータ車となった。

#### 私鉄・公営交通における取り組み

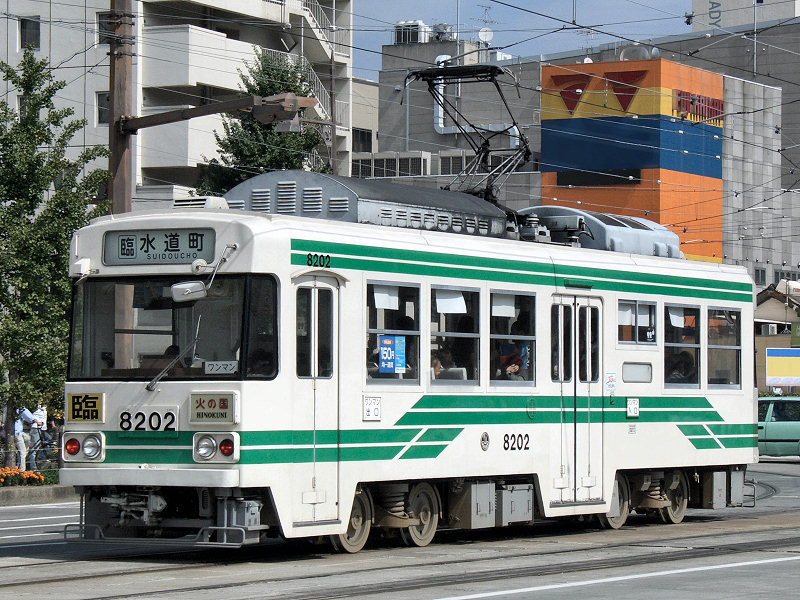
営業用としては日本初の熊本市交通局8200形電車。

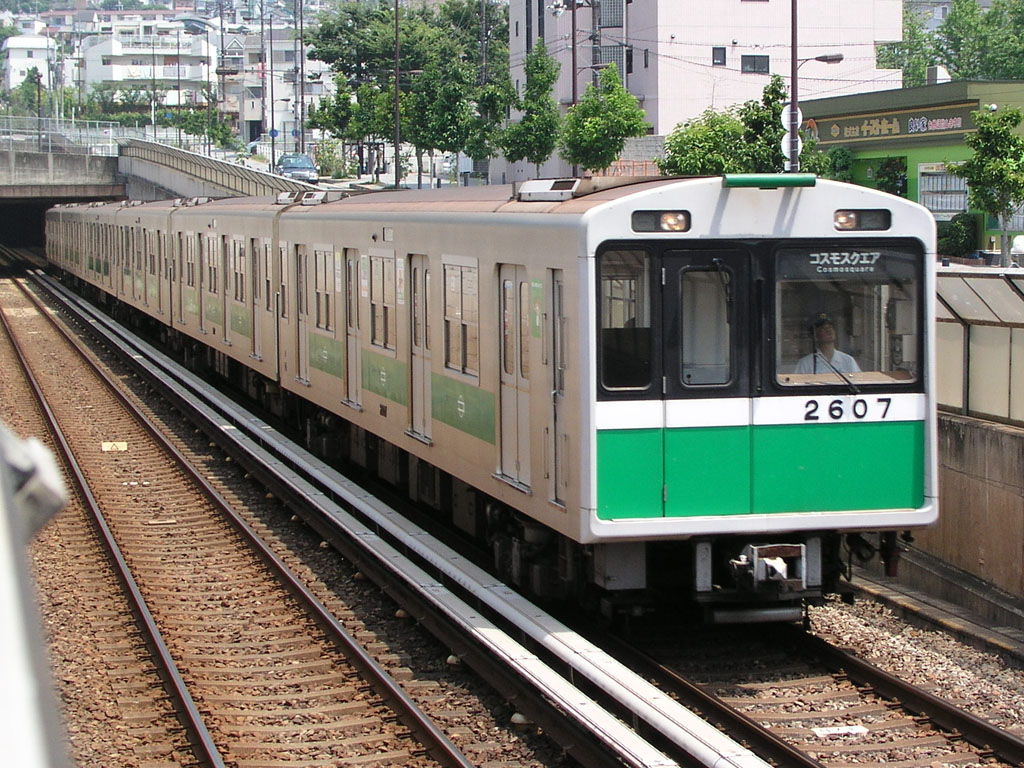
高速鉄道としては日本初の大阪市交通局20系電車

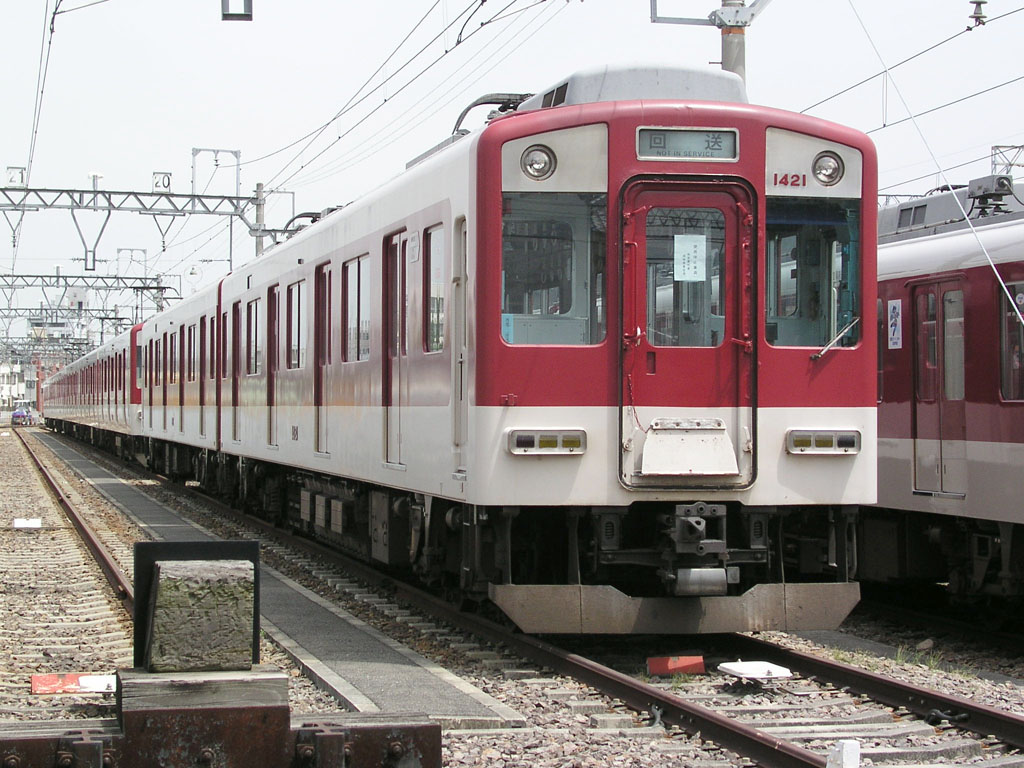
直流1,500 Vの新製車としては日本初の近鉄1250系

一方で、旧国鉄での開発と並行し、各電機企業で1975年（昭和50年）頃から大手私鉄・公営交通と手を組んだ開発が盛んとなり、特に日立製作所、東洋電機製造、東京芝浦電気、三菱電機が下記のとおり相次いで現車試験を実施している。
1978年（昭和53年）11月、帝都高速度交通営団（現・東京地下鉄 = 東京メトロ）千代田線において6000系1次試作車に日立製作所製のVVVFインバータ装置（2,500 V - 400 Aの逆導通サイリスタ素子を使用・1C4M制御）と130 kWのかご形三相誘導電動機を搭載した現車走行試験が実施された。これが日本国内における最初のVVVFインバータ装置を搭載しての走行試験である。
1980年（昭和55年）5月から6月、東洋電機製造が相鉄6000系電車にVVVFインバータ装置（2,500 V - 400 A（他社製）逆導通サイリスタ素子を使用・175 kW主電動機4台制御×2台）を搭載して、かしわ台工機所構内ならびに本線かしわ台駅 - 相模大塚駅間で終電後に深夜走行試験を実施した。1次試作品の機器は客室内に艤装されたもので、室内を大きく占有するほどのものであり、実用化にはほど遠いものであった。相模鉄道で走行試験を行ったのは、当時東洋電機製造のVVVFインバータ装置の開発は相鉄相模大塚駅近くの相模工場で行っており（その後、横浜市内の横浜製作所に統合）、工場の近くに相鉄かしわ台工機所があったことが理由である。
同年11月には日立製作所水戸工場で東京急行電鉄から譲渡されたデハ3550形にVVVFインバータ装置（前述の営団地下鉄と同様のシステム）を搭載して構内走行試験が実施されている。試験に際しては、台車もインバーター駆動用として新たに開発されたKH-105台車に交換された。KH-105台車は軸箱支持にロールゴム式、車体支持をボルスタレス式、けん引装置として一本リンク式を採用した軽量台車で、その構造の多くが後の国鉄ボルスタレス振り子台車TR908、TR908Aに反映された。駆動装置は、中空軸たわみ継手式平行カルダンととWN継手式平行カルダンを各1台車づつ採用し、特性比較を行った。
1981年（昭和56年）9月から翌1982年（昭和57年）4月にかけて、大阪市交通局100形106号車にGTOサイリスタ素子を使用したVVVFインバータ装置（第三軌条方式）と160 kW主電動機2台を装架して、森之宮検車場構内ならびに中央線において終電後に深夜走行試験が実施された。これは、当時大阪市交通局が導入を想定した小型地下鉄向けのシステムとして開発・試験を行ったものである。なお、同時に107号車が抵抗制御車のまま牽引車として使用された。装置は東京芝浦電気・日立製作所・三菱電機の順番で、1組ずつ試験が実施されたもので、最初に東京芝浦電気製の装置で行われた走行試験は、世界初のGTO-VVVFインバータ制御の本線走行である。
1982年（昭和57年）5月中旬、東洋電機製造が相模鉄道6000系を使用して再度のVVVFインバータ制御（2,500 V - 500 A（自社製）逆導通サイリスタ素子を使用・175 kW主電動機4台制御）の深夜走行試験を実施、そして9月から10月に阪急電鉄1600系1601号車にこのVVVFインバータ装置（150 kW主電動機4台制御）を搭載して、車庫内ならびに本線上で走行試験が実施された。相模鉄道での試験（2次試作）は、1次試作時から大幅に改良されたもので、床下に艤装できるほど小型化された（ただし、床下艤装作業を省略するため、機器は室内に艤装された）。阪急電鉄の試験では、国内では架線電圧1,500 Vにおいて初めて110 km/hの高速運転、100 km/hからの回生ブレーキ走行となった。

#### 実用化
営業用として初のVVVFインバータ制御車は、1982年（昭和57年）8月2日に投入された熊本市交通局8200形電車である（1983年のローレル賞受賞）。このインバータは逆導通サイリスタ(RCT)を用いたもので、ほかに国内の営業用車で用いたのは札幌市交通局8500形電車（同様に路面電車）だけである。最初に路面電車へ採用されたのは、架線電圧が低く高耐圧・高電流の素子が不要であること（直流1,500 V用の半分で済む）、軌道回路が不要で誘導障害のおそれがないことがあげられる。
GTOサイリスタ素子による初のVVVFインバータ制御車は、1984年（昭和59年）3月28日に落成した大阪市交通局20系電車（2代目）となる（第三軌条方式・直流750 V電化）。しかし、日本国内の高速鉄道として初めての実用化であり、性能確認や誘導障害などの試験が長引いたため、営業運転開始は12月24日まで遅れた。このため、営業開始日順となる下表では4番目にある。
架線電圧1,500 Vでの日本初のVVVFインバータ制御車は東急6000系電車 (初代)のVVVF改造車である。1983年（昭和58年）にデハ6202に日立製作所製2,500 V耐圧型GTOサイリスタ素子VVVFインバータ2台（電気回路はそれぞれ直列つなぎ）を搭載して各種試験を経て、1984年7月25日から大井町線で営業運転が開始された。その後、1985年にはデハ6302に東芝製VVVFインバータを、デハ6002に東洋電機製造製VVVFインバータを、1983年に改造された6202に4,500 V耐圧型GTOサイリスタ素子VVVFインバータを同時に改造した。
引き続いて1984年（昭和59年）7月に東大阪生駒電鉄（→近畿日本鉄道に統合）7000系試作車が落成（近鉄東大阪線→けいはんな線は未開業・走行試験を実施（第三軌条方式・直流750 V電化）。量産・営業開始は1986年10月）、さらに直流1,500 V電化用の新製車では日本初となる近鉄1250系電車1251編成（現・近鉄1420系電車1421編成）の製造が続いた。
本格的な量産車は、1986年（昭和61年）の新京成電鉄8800形電車や東急9000系電車、近鉄3200系電車、東大阪生駒電鉄→近鉄7000系電車（前述。1987年のローレル賞受賞及び鉄道車両初のグッドデザイン賞受賞）あたりからで、これをきっかけに多くの私鉄や地下鉄での試験導入（東武鉄道10080型、京阪6000系電車初代6014Fの一部など）を経て本格的な導入が開始された。1995年に登場した阪神5500系電車をもって、大手私鉄の全てがVVVFインバータ制御車を保有することとなった。

#### 発展
IGBT素子を使用したVVVFインバータ制御車は、1992年の営団（現在の東京メトロ）06系・07系電車が、JRでは1995年のJR西日本223系1000番台が初めてとなる。また、JR西日本207系0番台（後に体質改善工事によりIGBTに取り替え）やJR東日本901系A編成（後に209系900番台に改造され、後年にはGTOに取り替え）、JR東日本701系（後にIGBTに取り替え）ではパワートランジスタ(PTr)素子を使用したインバータが採用されていた。
1990年代以降、日本での新造電車は路面電車から新幹線に至るまでVVVFインバータ制御車が主体となった。営団地下鉄6000系や東急初代7000系→7700系など、従来の走行機器をVVVFインバータに更新したり、果ては伊予鉄道3000系電車やえちぜん鉄道MC7000形、名古屋市交通局5000形電車のように中古車の譲渡に際して、電気機器をVVVFインバータに交換・改造した例も出現している。一方で実用化から30年以上が経過したことから、半導体素子の経年劣化による制御装置のASSY交換（京王1000系電車 (2代)、阪急8000系電車、Osaka Metroの66系リニューアル車、JR西日本223系0番台体質改善車、JR東日本E231系電車など）が行われる車両や、JR東日本E217系電車や東京都交通局5300形電車、北神急行電鉄7000系電車などのように後継車へ置き換えられ運用終了、引退した車両も発生している。新幹線の旅客車両で初期のGTOサイリスタを使用した車両は山陽新幹線の500系を除いて全て廃車となっている。特殊な例としては複数の形式の間での編成替えにより、古い形式の走行機器を新しい車両に合わせたものに更新する事例がある。京阪10000系電車の7両化で車両を供出した7200系、9000系がこれに該当する。一方で山陽電気鉄道の5000系・5030系のように、従来の直流電動機を使用する制御装置とVVVFインバータ装置が1つの編成で混在する例もある。
これらの改造や新車の導入により、営業用車両が全てVVVFインバータ制御車になった鉄道事業者も出てきており、2012年（平成24年）9月には京王電鉄が大手私鉄初となる全営業電車のVVVFインバータ制御車統一を達成し、JRグループでも2019年9月にJR四国が全営業電車のVVVFインバータ制御車統一を達成している。
2010年代では、SiCをダイオードやトランジスタに使用したVVVFインバータが開発・実用化され、従来のIGBT素子よりも小型軽量化、より省電力化されたVVVFインバータが登場している。新製車ではJR東日本E235系電車に初導入されたのを皮切りに、神戸電鉄6500系電車やJR西日本323系電車、西鉄9000形電車、新幹線N700S系電車で採用されたほか、既存車やPTr-VVVF車、さらには初期のGTOを使用した車両の更新工事が行われており、小田急1000形更新車、京都市交通局10系更新車、新京成8800形更新車など改造・更新が進められている。

#### 初期のVVVFインバータ制御車一覧
日本初の熊本市交通局8200形電車（1982年【昭和57年】）から1986年（昭和61年）までに登場のVVVFインバータ制御車一覧。
| 鉄道事業者                  | 形式                     | 電気方式    | 営業開始日               | 両数 | 製作所                 | 型番                               | 備考 |
| --------------------------- | ------------------------ | ----------- | ------------------------ | ---- | ---------------------- | ---------------------------------- | --- |
| 熊本市交通局                | 8200形                   | 直流600 V   | 1982年8月2日             | 2    | 三菱                   | SIV-244                            | 路面電車、1電動機RCT素子 2006年にはIGBT素子（MAP-121-60VD155）に交換 |
| 東京急行電鉄                | 6000系（初代）（廃系列） | 直流1,500 V | 1984年7月25日 （日立車） | 1    | 日立                   | VF-HR-102                          | 実用化試験車として形式内の一部を改造 1電動機、GTOサイリスタ素子 |
| 東京急行電鉄                | 6000系（初代）（廃系列） | 直流1,500 V | 1984年7月25日 （日立車） | 1    | 東芝                   | BS-1410-A                          | 実用化試験車として形式内の一部を改造 1電動機、GTOサイリスタ素子 |
| 東京急行電鉄                | 6000系（初代）（廃系列） | 直流1,500 V | 1984年7月25日 （日立車） | 1    | 東洋                   | RG611-A-M                          | 実用化試験車として形式内の一部を改造 1電動機、GTOサイリスタ素子 |
| 近畿日本鉄道                | 1250系（→1251系→1420系） | 直流1,500 V | 1984年10月31日           | 2    | 三菱                   | SIV-G135                           | 直流1,500 Vとしては日本初の本格的VVVFインバータ制御車。GTOサイリスタ素子 正式形式名を2度変更している |
| 大阪市交通局                | 20系                     | 直流750 V   | 1984年12月24日           | *96  | 三菱                   | SIV-V564-M-1/2                     | 第三軌条方式地下鉄および編成された鉄道車両としては日本初のVVVFインバータ制御車。 大阪市営地下鉄中央線・谷町線・近畿日本鉄道（東大阪線→）けいはんな線で運用。GTOサイリスタ素子 後に日立IGBT素子（VFI-HR1415C）に交換、現在は全廃                                        |
| 大阪市交通局                | 20系                     | 直流750 V   | 1984年12月24日           | *96  | 日立                   | VF-HR-103 (A·B)                    | 第三軌条方式地下鉄および編成された鉄道車両としては日本初のVVVFインバータ制御車。 大阪市営地下鉄中央線・谷町線・近畿日本鉄道（東大阪線→）けいはんな線で運用。GTOサイリスタ素子 後に日立IGBT素子（VFI-HR1415C）に交換、現在は全廃                                        |
| 大阪市交通局                | 20系                     | 直流750 V   | 1984年12月24日           | *96  | 東芝                   | BS-1408-A BS-1408-B                | 第三軌条方式地下鉄および編成された鉄道車両としては日本初のVVVFインバータ制御車。 大阪市営地下鉄中央線・谷町線・近畿日本鉄道（東大阪線→）けいはんな線で運用。GTOサイリスタ素子 後に日立IGBT素子（VFI-HR1415C）に交換、現在は全廃                                        |
| 西武鉄道                    | 8500系                   | 直流750 V   | 1985年4月25日            | *12  | 日立                   | VF-HR-105                          | 山口線用、新交通システム初のVVVFインバータ制御車、GTOサイリスタ素子 2001年にはIGBT素子（VFI-HR2410A）に交換 |
| 札幌市交通局                | 8500形                   | 直流600 V   | 1985年5月13日            | 2    | 三菱                   | SIV-V324-M                         | 路面電車、RCT素子。改良型の8510形・8520形もRCT素子。 2012年にはIGBT素子（MAP-062-60VD241）に交換 |
| 阪急電鉄                    | 2200系（形式消滅）       | 直流1,500 V | 1985年7月17日            | 2    | 東芝                   | BS-1425-A                          | VVVF試験車、形式内の一部（2720・2721） GTOサイリスタ素子。阪神・淡路大震災の後2720は電装解除（2721は被災し廃車）、後に6000系に編入 |
| 新京成電鉄                  | 8800形                   | 直流1,500 V | 1986年2月26日            | *96  | 三菱                   | MAP-148-15V06 (A・B・C・D)         | 直流1,500 Vとしては世界で初めて長編成を組む 関東地方初の本格的VVVFインバータ制御車、GTOサイリスタ素子 |
| 近畿日本鉄道                | 3200系                   | 直流1,500 V | 1986年3月1日             | *42  | 三菱                   | MAP-174-15V10                      | GTOサイリスタ素子 |
| 東京急行電鉄                | 9000系                   | 直流1,500 V | 1986年3月9日             | *117 | 日立                   | VF-HR-107/112                      | 9001Fは107、9002F以降は112、GTOサイリスタ素子 |
| 小田急電鉄                  | 2600形（廃系列）         | 直流1,500 V | 1986年3月17日            | 1    | 三菱                   | MAP-184-15V09                      | 形式内の一部改造 1995年にはIGBT素子（MAP-178-15V50）に交換 |
| 近畿日本鉄道                | 6400系                   | 直流1,500 V | 1986年3月                | *12  | 日立                   | VF-HR-108                          | 南大阪線専用、GTOサイリスタ素子 |
| 東京急行電鉄                | 7600系（廃系列）         | 直流1,500 V | 1986年5月1日             | *9   | 東洋                   | RG614-A-M                          | 7200系改造、GTOサイリスタ素子 |
| 北大阪急行電鉄              | 8000形                   | 直流750 V   | 1986年7月1日             | *70  | 東芝                   | INV002-A0                          | 第三軌条地下鉄（自社線・大阪市営地下鉄御堂筋線） GTOサイリスタ素子、残存車はIGBTに交換 |
| 東大阪生駒電鉄→近畿日本鉄道 | 7000系                   | 直流750 V   | 1986年10月1日            | *54  | 日立                   | VF-HR-104 (A·B)                    | 第三軌条地下鉄（近鉄東大阪線→けいはんな線・大阪市営地下鉄中央線専用）、GTOサイリスタ素子（奇数編成三菱、偶数編成日立） 量産先行車4両は、近鉄子会社の東大阪生駒電鉄により1984年7月製造 一部制御装置はIGBT素子（奇数編成はMAP-142-75VD339、偶数編成はVFI-HR2415J）に交換 |
| 東大阪生駒電鉄→近畿日本鉄道 | 7000系                   | 直流750 V   | 1986年10月1日            | *54  | 三菱                   | SIV-V564-M-3/4 MAP-144-75V03 (A·B) | 第三軌条地下鉄（近鉄東大阪線→けいはんな線・大阪市営地下鉄中央線専用）、GTOサイリスタ素子（奇数編成三菱、偶数編成日立） 量産先行車4両は、近鉄子会社の東大阪生駒電鉄により1984年7月製造 一部制御装置はIGBT素子（奇数編成はMAP-142-75VD339、偶数編成はVFI-HR2415J）に交換 |
| 日本国有鉄道（国鉄）        | 207系900番台（廃系列）   | 直流1,500 V | 1986年11月               | *10  | 東芝・東洋・三菱・富士 | SC20                               | 国鉄としては唯一のVVVFインバータ制御車。なお、JR化後にJR西日本が同名の系列を造っている（互換性は全くなく外見も全く異なる）ため、「廃形式」ではなく「廃区分番台」とされることもある。                                                                                   |
| 阪急電鉄                    | 7300系                   | 直流1,500 V | 1986年                   | 1    | 東洋                   | RG614-C-M                          | 京都線用、形式内の一部（#7310） GTOサイリスタ素子、後に登場する8300系の初期3編成（RG619-A-M）と酷似した制御装置である。現在はリニューアルに伴い電装解除の末付随車化（C#7310→C#7890）、IGBT素子（RG6021-B/B1-MとRG6026-A-M）に交換                                      |

全車両がVVVFインバータ制御車（両数に「*」が付いているもの）の形式には、両数に付随車を含む。一部車両がVVVFインバータ制御車の形式には、両数に付随車を含まない。

### 利点
- 従来の抵抗制御やチョッパ制御に比べて、エネルギー使用効率の向上（省エネルギー）が可能。一例として、JR東日本209系電車では、「103系電車に比べ47 %の消費電力」と喧伝されている。
- 回転数の制御が事実上無段階で可能であるため、加速・減速時の衝動を軽減できる。
- 従来の制御方式と比較して細やかなトルク制御が可能であり、粘着力の向上とそれによる動力軸数の減少、あるいは実効出力の高い交流電動機の使用と相まって加減速性能、更には高速性能の向上が可能である。
  - したがって、電動車と付随車の比率（MT比）を小さくできるため、電動車1両あたりの製造費用が若干上昇したとしても、編成全体では低価格化が可能である。
  - 電動車比率の低下は、点検作業の容易化にもつながる。
  - なお実用化初期の段階では変調の度に軽微なトルク変動が発生する事態が多かったため、粘着性能が電機子チョッパ制御より劣るという評価も見られた。実際にこの段階で製造された装置を使用している車両は、降雨時などに空転・滑走が起きやすい。
- 実際の回転数が目標回転数から外れた場合にはトルクが低下するという誘導電動機の特徴から、空転時の再粘着性にも優れる。
- 全体的な点検整備作業の軽減
  - 誘導電動機は直流電動機のような消耗品のブラシがないため、定期的なブラシの交換が不要。
  - 前述のようにMT比の低下による全体の点検整備作業の軽減。
  - 非常ブレーキ使用時以外は、高速域から低速域までの減速を電気ブレーキ・回生ブレーキ優先で行えるようになり、ブレーキパッド・ライニングの交換周期を大幅に延長でき、点検整備作業の費用が低減できる。
    - 三菱電機の技術では、回転磁界を逆転させることで停止寸前のブレーキ力を得ており、純電気ブレーキという商品名で呼んでいる。
    - 日立製作所の技術では、電動機に直流電流を流すことで停止寸前のブレーキ力を得ており、全電気ブレーキという商品名で呼んでいる。

  - この特性を活かし、阪神・淡路大震災で阪急神戸線の一部区間が不通となり区間運転となった神戸側にはVVVF車である8000系が集中投入され、そのメンテナンスフリーの特性を発揮した[33]。

### 欠点
- VVVFインバータに限らず、多くのパワーエレクトロニクス機器の問題として、高調波による電磁ノイズを発することが挙げられ、鉄道ではATC等、微小な信号電流を扱う装置に影響を与える懸念がある。（名古屋鉄道や都営地下鉄新宿線においてVVVFインバータ制御車の投入が遅れたのは誘導障害対策が大きな要因）。このため、実際の路線への導入に当たり、パワーエレクトロニクス機器の発するノイズが信号機器に悪影響を与えないよう、車両と信号機器を組み合わせて確認試験を実施し、問題のないことを確認している。特にJRや大手私鉄ではVVVFインバータ制御車の導入にあたって試作車を製造、または在来車を改造して試験車とするなどして、入念な試験が繰り返された。また発車時・停車時に発生する音が耳障り[注 15] であることが挙げられる。詳細は誘導障害を参照のこと。
- VVVFインバータ制御車に乗車しながらAMラジオを聴取すると、ラジオにインバータ音そのままのノイズが盛大に入ることもある。
  - これを補償するため、運行地域のラジオ放送の電波を増幅して室内に発信するアンテナ装置を搭載した車両が存在する。
  - 1990年代以降に出た新型のIGBT素子では、GTOサイリスタ素子と比べて動作周波数が向上したため、この2つの問題を解決できた。その後はインバータの出力波形を調整することで、さらなる高周波ノイズの低減に努めている。
- VVVFインバータ制御では、インバータの設定とモーターを含めた従動側の応答性が一致していない場合、トルクの不安定化や発振による異音の発生などが起きることがあり、使いこなすために高い技術力を求められる。
- 数多くの半導体を使用しているため、装置の製造から年月が経つと交換部品の製造終了などで保守部品が手に入りにくくなる。このため経年劣化による動作不良などといった故障が目立つようになると、インバータ装置の全体または一部交換しなければいけなくなる。2004年（平成16年）頃から初期のRCT素子やGTOサイリスタ素子を使用した装置がIGBT素子やMOSFET素子を使用した装置などへ更新される例が多くなっている。この場合は技術の進歩による利点も得られる。また、鉄道事業者と製造企業間において、保守部品が手に入りにくくなる事態を見越して最初から将来のインバータ装置交換も条項に入れた納入契約が結ばれる場合もある。また、阪神電気鉄道など、GTOサイリスタ素子が生産終了になる際に現車と同じ装置を購入し、予備部品確保を行う例もある。

### インバータの駆動音

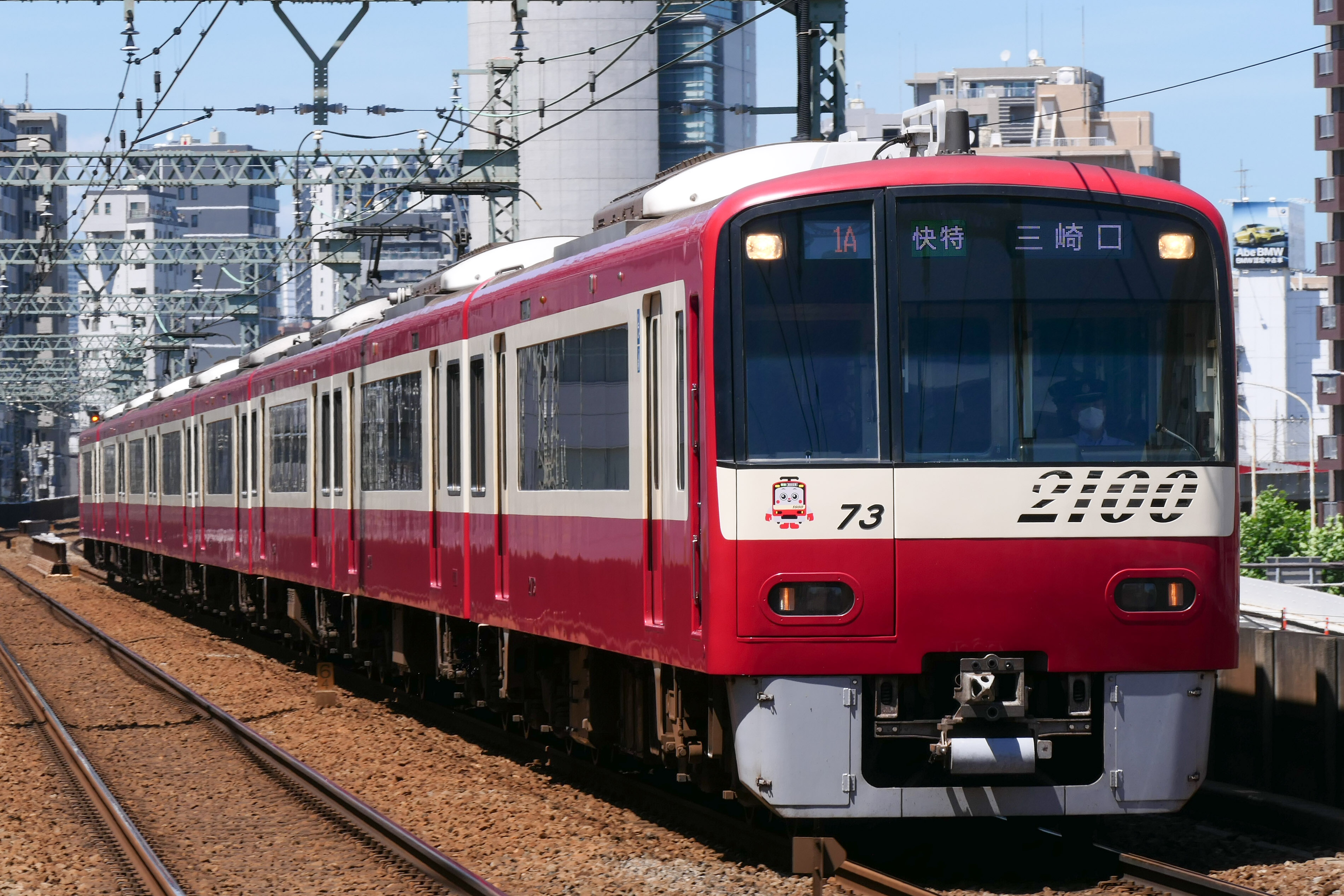
シーメンス製のインバータ制御装置を搭載していた京急2100形電車。

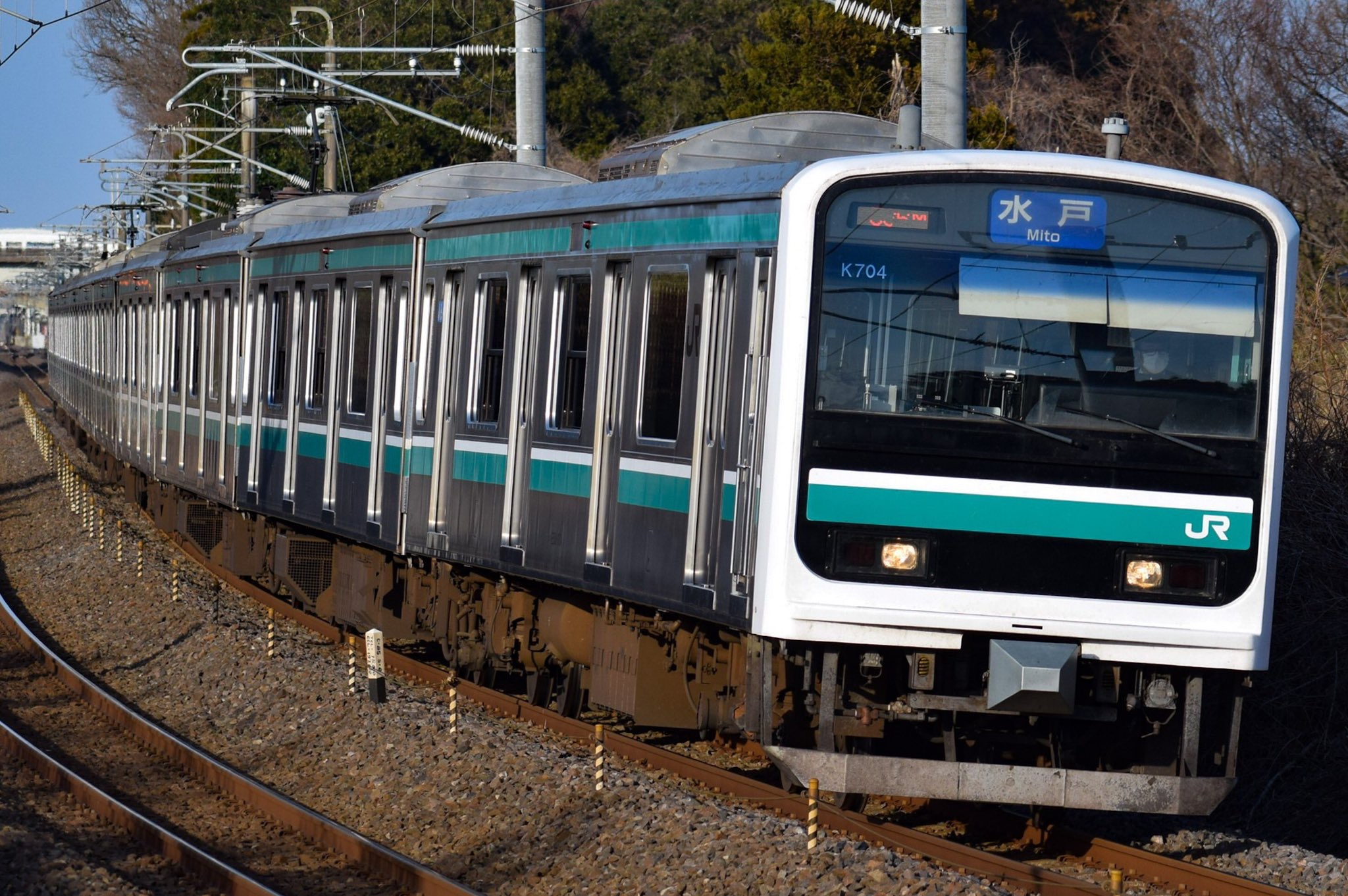
シーメンス製のインバータ制御装置を搭載していたJR東日本E501系電車。

VVVFインバータ制御車最大の特徴ともいえる、発車時・停車時に発生する何度も高低が変化するような音（磁励音）は、パルスモードが変化しているために発生するものである。車両発進時には、「ピーー」というような音や「ビーー」や「キーーン」という音で起動するが、その後は自動車がトランスミッションで変速するときのエンジン音のような音がする。これらの音は主に交流電動機から発せられ、インバータ装置自体からも「ジーー」とモーター音に合わせてスイッチング音が聞こえる場合がある。
これらの音は多種多様であり、同じ製造企業・機種のインバータを搭載していても中のプログラムや設定が異なるとまったく違う音を立てる。GTOサイリスタでは近鉄のほとんどのGTO-VVVFインバータ制御車や阪急8000系(初期製造車)、JR東日本901系B編成（→209系910番台）、小田急1000形電車（未リニューアル車）や新京成電鉄8800形電車（機器更新前）などが、IGBTではJR西日本223系2000番台1次車の東芝製制御装置車や223系1000番台体質改善車、また近鉄50000系「しまかぜ」や22600系「Ace」のようにプログラムの更新により音が以前と全く変わったものも存在する。
GTOサイリスタ素子を使用したインバータでは発車時・停車時の音を耳障りと感じる人も多いが、IGBT素子では、スイッチング周波数を高くできるため、耳障りな音色を改善できるようになった。
なおシーメンス製のGTOサイリスタ素子を用いたインバータ制御装置(SIBAS32)を搭載した車両の一部では、音階のような音が主電動機とインバータ制御装置より発せられる。このことから、このタイプのVVVFインバータ制御装置を「ドレミファインバータ」、搭載した車両を「歌う電車」と呼ぶことがある。日本ではJR東日本E501系電車や京浜急行電鉄2100形・新1000形電車、日本国外では韓国鉄道8200形電気機関車などが実例となっている。

### 備考
現在、電車用の直接形交流電力変換器は大電力の製品が実用化されていないため、交流電化区間に用いられる電車であっても、一旦直流に変換（整流）を行ってから、VVVFインバータを用いる制御（コンバータ・インバータ方式）を行う必要がある。小電力であれば「マトリクスコンバータ」などとして製品化されている。

## 主なメーカー
- 三菱電機
- 日立製作所
- 東芝
- 東洋電機製造
- 富士電機（富士電機機器制御）
- 安川電機
- ボンバルディア
- シーメンス
- アルストム
- アドトランツ
- ABB
- CAF
- AEG
- キーペ・エレクトリック
- シュコダ・エレクトリック
- セゲレック
- Holec
- UTDC
- フォイト
- 現代ロテム
- 株洲中車時代電気
- 宇進産電
- タウォンシス

他